# Kaltenbach (Tirol)
Kaltenbach település Ausztriában, Tirolban a Schwazi járásban található. Területe 56,7 km², lakosainak száma 1 246 fő, népsűrűsége pedig 22 fő/km² (2014. január 1-jén). A település 558 méteres tengerszint feletti magasságban helyezkedik el.

## Fordítás
- Ez a szócikk részben vagy egészben  a   Kaltenbach, Austria című angol Wikipédia-szócikk ezen változatának fordításán alapul.  Az eredeti cikk szerkesztőit annak laptörténete sorolja fel. Ez a jelzés csupán a megfogalmazás eredetét és a szerzői jogokat jelzi, nem szolgál a cikkben szereplő információk forrásmegjelöléseként.